# John Dowland
John Dowland (Dalkey (bij Dublin) (?), circa 1563 - vermoedelijk Londen, 20 februari 1626) was een Engelse zanger, luitist en componist. Hij is het bekendst geworden door het lied Flow my tears (ook bekend als Lachrimae).

## Levensloop
John Dowland, die waarschijnlijk ofwel in het Londense Westminster of in Dublin werd geboren, was een van de bekendste musici van zijn tijd. In ongeveer 1580 trad hij in dienst bij de Britse gezant in Parijs, Sir Henry Cobham en vanaf 1583 bij diens opvolger Sir Edward Stafford.
In 1587 behaalde hij zijn baccalaureaat muziekwetenschappen aan de Universiteit van Oxford en een jaar later ook aan de Universiteit van Cambridge.
Toen in het jaar 1594 de Engelse luitist John Johnson overleed, solliciteerde Dowland zonder succes naar de daardoor vrijgekomen betrekking aan het hof van koningin Elizabeth I. Mogelijk liep hij deze post mis omdat hij in Parijs katholiek was geworden.
Vervolgens trok hij naar Duitsland om in dienst te treden van de hertog van Brunswijk en later bij de landgraaf van Hessen. Hij reisde door Italië en keerde tegen het eind van de eeuw terug naar Engeland. In november 1598 vertrok hij naar Denemarken, als muzikant aan het hof van Christiaan IV, vanwaar hij in 1603 terugkeerde naar Londen voor het aanschaffen van muziekinstrumenten voor de koning. Hij verlengde het hem daartoe door Christiaan IV verleende verlof op eigen houtje met enige maanden, een eerste teken dat niet alles koek en ei was in Kopenhagen. In die tijd werd het ook duidelijk dat hij financiële problemen had. De koning hield hem echter de hand boven het hoofd.
Na toch in 1606 in Kopenhagen te zijn ontslagen (de koning was toen afwezig) keerde hij permanent naar Londen terug. Van 1612 tot 1618 vervulde hij verscheidene posities aan het Engelse hof.

## Muziek
In Dowlands tijd was melancholieke muziek in zwang en Dowland was er een belangrijke exponent van (Sorrow, sorrow stay, In darkness let me dwell, Flow my tears en de pavane voor luit, Semper Dowland, semper dolens zijn hier voorbeelden van). Zijn bekendste werk is het lied "Flow my tears", waar ook verschillende instrumentale versies van bestaan (Lachrimae or Seaven Teares Figured in Seaven Passionate Pavans voor gamba's en luit, en Lachrymae antiquae voor luit solo). Deze werken werden zeer populair in het West-Europa van de 17e eeuw. Zijn muziek had een belangrijke invloed op de ontwikkeling van het kunstzinnige lied.
Van heel wat van zijn ‘songs’ of ‘ayres’ bestaan twee versies, een voor stem met luitbegeleiding en één arrangement voor vier zangstemmen, waarin de bovenstem de zangmelodie heeft en de drie overige stemmen een vervanging van de luitharmonieën bieden.
Zijn oeuvre behelst onder meer:
- Drie boeken met liederen met luit- en gambabegeleiding: The first, second en third book of songs or ayrs
- Een boek met instrumentale pavanes en andere dansen getiteld Lachrymae voor vijf gamba's of violen en luit [dode link]
- Een boek met liederen voor zang, luit en een of twee viola da gamba's: A Pilgrimes Solace
- Verscheidene bijdragen aan de werken van anderen in binnen- en buitenland

Zijn ongeveer 100 luitwerken zijn gecatalogiseerd door Diana Poulton in The Collected Lute Music of John Dowland; ze worden dan ook doorgaans met een Poulton- of P-nummer aangeduid.

## Opnames
- Lute Songs : Damien Guillon & Eric Bellocq ― Zig-Zag Territoires (ZZT110102, 2011), heruitgave Alpha Classics (ALPHA 334, 2017)
- Lute Lessons : Nigel North ― Arcana (A36, 2011)
- Lachrimæ : Thomas Dunford ― Alpha Classics (ALPHA 187, 2013 & heruitgaven ALPHA 326, 2016)
- Lachrimae, or Seaven Teares : Hathor Consort & Romina Lischka ― Fuga Libera (FUG718, 2014)
- Lachrimae, or Seaven Teares : Phantasm & Elizabeth Kenny ― Linn Records (CKR 527, 2019)
- A Fancy : Bor Zuljan ― Ricercar (RIC 425, 2020)
- Lachrimæ : Musicall Humors ― Alpha Classics (ALPHA 944, 2023)
- Lachrimæ :  Jadran Duncumb ― Challenge Records   (CC 72938, 2023)